# Font del carrer Migdia
La font del carrer Migdia és una font pública de Santa Fe del Penedès (Alt Penedès), adosada a una casa del carrer Migdia, abans carrer Major, davant de Ca la Mília.

## Descripció
És una font d'obra, de 2 m d'alçada x 85 cm d'amplada, adossada en una paret al carrer Migdia, estructurada en tres cossos. El cos superior, de forma triangular lleugerament corbada està decorat amb petites rajoles que formen arabescos geomètrics. El cos mitjà, quadrat, està decorat amb rajoles de mides més gran que formen rombes concèntrics de color verd i groc, al centre d'aquest cos es troba l'aixeta de la font, metàl·lica amb polsador. Al cos inferior, que toca a terra, es troba el dipòsit que recull l'aigua, que sobresurt 55 cm respecte al pla vertical de la font.

## Història
La història d'aquesta font està íntimament lligada a l'arribada de la primera aigua potable a Santa Fe. Durant l'any 1935, l'ajuntament de Santa Fe, amb l'alcalde Josep Forns i Montserrat al capdavant i amb l'ajuda d'altres ciutadans del poble, va decidir portar-hi aigua i fer dues fonts. Els encarregats de buscar l'aigua foren Bartomeu Montserrat i Ramon Bosch. Van fer dos pous, sense trobar-hi aigua. Les tasques de sondeig es feien a la zona dels pujols perquè l'aigua que sortia d'allà era de molt bona qualitat. Finalment van fer un pou d'on sortia aigua i, treballant a pic i pala, assoliren una profunditat de 6 metres, amb una mina de 15 metres. El consistori va demanar diners a la Generalitat de Catalunya, presidida en aquell moment per Francesc Macià, i es va aconseguir un ajut de 6000 pessetes. L'ajuntament, per la seva banda, també va recollir diners. Començaren les obres, arribant les rases al poble després de diversos dies de feina.
Es van construir dues fonts, una al carrer Major (ara carrer de Migdia) i l'altra a la plaça Major (ara plaça de Catalunya). S'havia decidit fer una festa per beneir les fonts i fer rajar aigua a dojo per a tothom, ja que es tractava d'un esdeveniment històric per a Santa Fe. Però pocs dies abans de la celebració esclatà la Guerra Civil del 1936, restant tot paralitzat. El Comitè local es va quedar els diners que hi havia a l'Ajuntament. Van fer rajar les fonts sense festa ni benedicció i van enviar una carta a Bartomeu Montserrat, l'encarregat de les obres, dient-li que totes les despeses les havia de pagar ell, ja que al·legaven que aquells diners que hi havia a l'ajuntament havien de servir per comprar armes, municions i altres coses. Al cap d'uns dies, però, el Comitè i l'Ajuntament van arribar a un acord per compensar econòmicament al senyor Montserrat.